# Каман, Чарльз
Чарльз Кама́н (англ. Charles H. Kaman; 15 июня 1919, Вашингтон — 31 января 2011, Блумфилд (Коннектикут)) — американский конструктор вертолётов, изобретатель, предприниматель. Основатель (1945), управляющий (до 1991) и председатель советов директоров (до 2001) компаний Kaman Aircraft, Kaman Aerospace и Kaman Music.

## Биография
Чарльз Каман получил образование авиационного инженера в Католическом университете Вашингтона, работал на компанию Hamilton Standard, проектировал роторы для первых вертолётов Игоря Сикорского. В 1945 ушёл c должности главного специалиста по аэродинамике Hamilton в самостоятельный бизнес, основав компанию Kaman Aircraft. Располагая начальным капиталом в 2000 долларов, за два года Каман построил свой первый вертолёт-синхроптер, Kaman K-125, а в 1949 добился первых контрактов Министерство обороны США. В 1951 поднял в воздух первый вертолёт, оснащённый газотурбинным двигателем, в 1954 — опытный образец с двумя ГТД, в 1957 — первый беспилотный вертолёт.

### Вертолёты

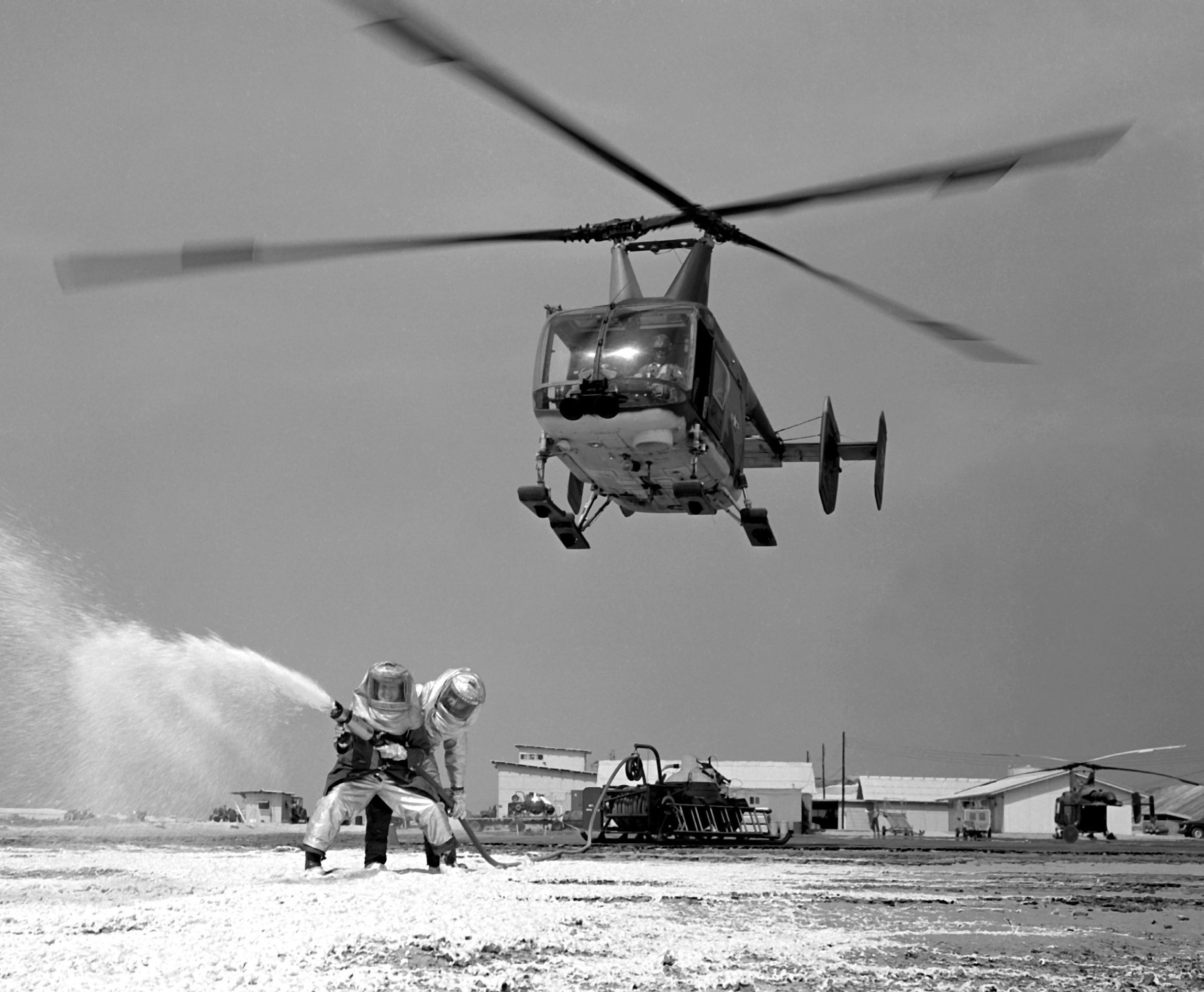
Тренировка пожарных. В небе спасательный HH-43 Husky

Первой серийной машиной Камана стал учебный двухроторный K-240 — по заказу ВМС США в 1951—1953 было построено 29 единиц, прослуживших до 1957 года. C 1951 и до конца жизни Каман оставался «флотским» конструктором — все его серийные модели строились по заказам ВМС. Вторая серийная модель, двухроторный спасательный HH-43, выпускалась в 1959—1969 (всего 365 единиц) и, помимо ВМС США, служила в вооружённых силах шести государств.
Третий серийный вертолёт, UH-2, был построен по обычной схеме с единственным главным ротором, на базе прототипа, выигравшего флотский конкурс 1956 года на многоцелевую машину наземного и палубного базирования. Из-за исключительно напряжённых государственных испытаний машина была запущена в серию только в декабре 1962. Версия Seasprite c дополнительным ГТД горизонтальной тяги была самым быстрым вертолётом своего времени (360 км/ч), но в серию не пошла. В 1964 базовый Seasprite был официально признан самым безопасным вертолётом вооружённых сил США. В 1963 планировался запуск армейской версии (UH-2 Tomahawk), однако из-за политических перемен после убийства президента Кеннеди поставки не состоялись. Флотский UH-2, выпускавшийся до середины 1980-х в версии SH-2, находится на вооружении НАТО по сей день.
В декабре 1991, вскоре после ухода Камана с поста управляющего Kaman Aircraft, в небо поднялась его последняя конструкция — «летающий кран» (синхроптер) K-MAX, единственный вертолёт мира, спроектированный «с нуля» для целей транспортировки грузов на внешней подвеске.

### Музыка и общественная деятельность

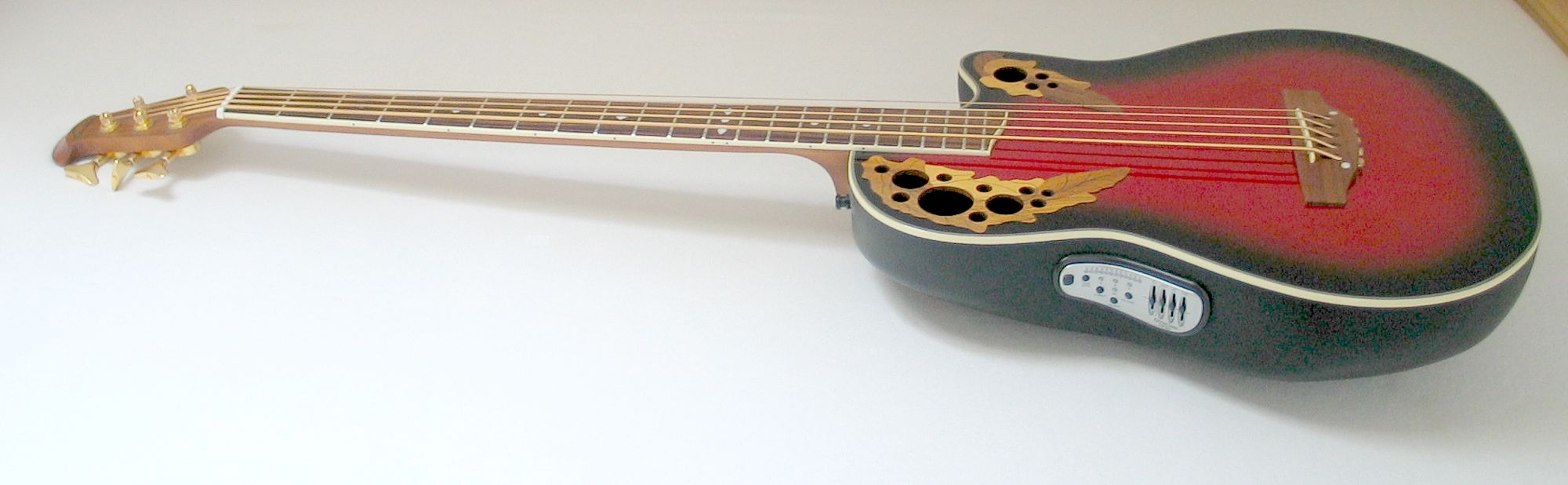
Полуакустическая бас-гитара Ovation

Каман, профессионально занимавшийся проблемами вибрации, был неплохим гитаристом-любителем и самостоятельно изготавливал гитары, экспериментируя с различными материалами. Результатом этих опытов стала гитара Ovation 1966 года, в которой сочетались традиционная деревянная дека и округлый корпус-резонатор из современных полимеров. Среди музыкальных изобретений Камана — технология изготовления углепластиковых гитарных дек, конструкции фортепианных дек и т. п. Основанная тогда же компания по выпуску гитар Kaman Music со временем стала важной частью бизнеса семьи, а её прибыли поддерживали вертолётное подразделение в периоды безденежья. Благодаря этой поддержке вертолётные заводы Камана до 1993 ни разу не сокращали работников, фактически служивших в режиме «пожизненного найма». Со временем Kaman Music скупила десятки независимых производителей инструментов, а в конце 2007 сама была продана Fender.
С 1981 года супруги Каман содержали единственный в Новой Англии благотворительный питомник собак — поводырей для слепых.
По официальному заявлению действующего руководств Kaman Corp., Чарльз Каман «нетрудоспособен» с 2001 года и не принимает участия в деятельности предприятий, носящих его имя.